# 83 (numero)
Ottantatré (cf. latino octoginta tres, greco τρεῖς καὶ ὀγδοήκοντα) è il numero naturale dopo l'82 e prima dell'84.

## Proprietà matematiche
- È un numero dispari.
- È un numero difettivo.
- È il 23º numero primo, dopo il 79 e prima dell'89.
  - È un numero primo di Sophie Germain
  - È un numero primo sicuro.
  - È un numero primo di Eisenstein.
  - È un numero primo troncabile a sinistra.
- Non è la somma di due numeri primi.
- È la somma di tre numeri primi consecutivi, 83 = 23 + 29 + 31.
- È il secondo elemento della catena di Cunningham del primo tipo (41, 83, 167).
- È un numero n con più soluzioni all'equazione x - φ(x) = n che qualsiasi numero più basso, tranne 1.
- È un numero altamente cototiente.
- È parte della terna pitagorica (83, 3444, 3445).
- È un numero palindromo nel sistema di numerazione posizionale a base 5 (313).
- È un numero intero privo di quadrati.

## Astronomia
- 83D/Russell è una cometa periodica del sistema solare.
- 83 Beatrix è un asteroide della fascia principale del sistema solare.
- NGC 83 è una galassia ellittica della costellazione di Andromeda.

## Astronautica
- Cosmos 83 è un satellite artificiale russo.

## Chimica
- È il numero atomico del Bismuto (Bi).

## Simbologia

### Smorfia
- Nella Smorfia il numero 83 è "Il maltempo".